# Leucochrysa rochana
Leucochrysa rochana är en insektsart som först beskrevs av Navás 1922.  Leucochrysa rochana ingår i släktet Leucochrysa och familjen guldögonsländor. Inga underarter finns listade i Catalogue of Life.